# Полянська сільська рада (Волочиський район)
Поля́нська сільська́ ра́да — адміністративно-територіальна одиниця та орган місцевого самоврядування в Волочиському районі Хмельницької області. Адміністративний центр — село Поляни.

## Загальні відомості
- Територія ради: 32,897 км²
- Населення ради: 1 232 особи (станом на 2001 рік)
- Територією ради протікає Збруч

## Населені пункти
Сільській раді підпорядковані населені пункти:
- с. Поляни
- с. Канівка
- с. Петрівка

## Склад ради
Рада складається з 16 депутатів та голови.
- Голова ради: Стриковський Ігор Вікторович
- Секретар ради: Басистюк Ганна Володимирівна

### Керівний склад попередніх скликань
| Прізвище, ім'я, по батькові  | Основні відомості                                                                                                | Дата обрання | Дата звільнення |
| ---------------------------- | --- | ------------ | --------------- |
| Довбуш Наталія Іванівна      | Сільський голова, 1955 року народження, освіта середня спеціальна, член Народної партії                          | 26.03.2006   | 31.10.2010      |
| Довбуш Наталія Іванівна      | Сільський голова, 1955 року народження, освіта середня спеціальна, позапартійна                                  | 31.10.2010   | 28.03.2014      |
| Стриковський Ігор Вікторович | Сільський голова, 1970 року народження, освіта середня спеціальна, член Всеукраїнського об'єднання «Батьківщина» | 26.10.2014   |                 |

Примітка: таблиця складена за даними сайту Верховної Ради України

### Депутати
За результатами місцевих виборів 2010 року депутатами ради стали:

#### За суб'єктами висування
| Суб'єкт висування | Кількість обраних депутатів | %    |
| ----------------- | --------------------------- | ---- |
| Народна партія    | 10                          | 62,5 |
| Самовисування     | 6                           | 37,5 |

#### За округами
| № округу       | Прізвище, ім'я, по батькові     | Дата визнання обраним | Освіта             | Партійна приналежність | Відомості про обраного депутата                    |
| -------------- | ------------------------------- | --------------------- | ------------------ | ---------------------- | -------------------------------------------------- |
| Народна Партія |                                 |                       |                    |                        |                                                    |
| 1              | Дацула Олена Семенівна          | 01.11.2010            | вища               | член Народної партії   | СВК «Полянський», бухгалтер                        |
| 3              | Стойко Микола Анатолійович      | 01.11.2010            | середня спеціальна | член Народної партії   | СВК «Полянський», шофер                            |
| 5              | Басистюк Ганна Володимирівна    | 01.11.2010            | вища               | член Народної партії   | магазин с. Поляни, продавець                       |
| 7              | Дзьобан Михайло Анатолійович    | 01.11.2010            | вища               | член Народної партії   | СВК «Полянський», агроном                          |
| 8              | Басистюк Володимир Анатолійович | 01.11.2010            | вища               | член Народної партії   | Полянська загальноосвітня школа, вчитель           |
| 10             | Луговський Володимир Павлович   | 01.11.2010            | середня спеціальна | член Народної партії   | тимчасово не працює                                |
| 11             | Мамчин Володимир Миколайович    | 01.11.2010            | середня спеціальна | позапартійний          | приватний підприємець                              |
| 12             | Кузьмак Олександр Михайлович    | 01.11.2010            | середня            | член Народної партії   | СВК «Полянський», шофер                            |
| 14             | Джула Галина Іванівна           | 01.11.2010            | вища               | член Народної партії   | Полянська загальноосвітня школа, вчитель           |
| 15             | Кучер Тетяна Дмитрівна          | 01.11.2010            | вища               | член Народної партії   | СВК «Полянський», бухгалтер                        |
| Самовисування  |                                 |                       |                    |                        |                                                    |
| 2              | Зуб Наталія Василівна           | 01.11.2010            | вища               | позапартійна           | Полянська загальноосвітня школа, вчитель           |
| 4              | Писарчук Лариса Володимирівна   | 01.11.2010            | середня спеціальна | член Партії регіонів   | тимчасово не працює                                |
| 6              | Гаврилюк Світлана Володимирівна | 01.11.2010            | середня спеціальна | член Партії регіонів   | фельдшерсько-акушерський пункт с. Поляни, фельдшер |
| 9              | Вешко Валентина Іванівна        | 01.11.2010            | середня спеціальна | член Партії регіонів   | Полянська загальноосвітня школа, лаборант          |
| 13             | Колеснік Володимир Семенович    | 01.11.2010            | вища               | позапартійний          | СТОВ «Обрій Плюс», с. Тарноруда, зооінженер        |
| 16             | Павенська Аліса Анатоліївна     | 01.11.2010            | середня спеціальна | позапартійна           | Полянське відділення зв'язку, листоноша            |